# モックルコミュニティバス

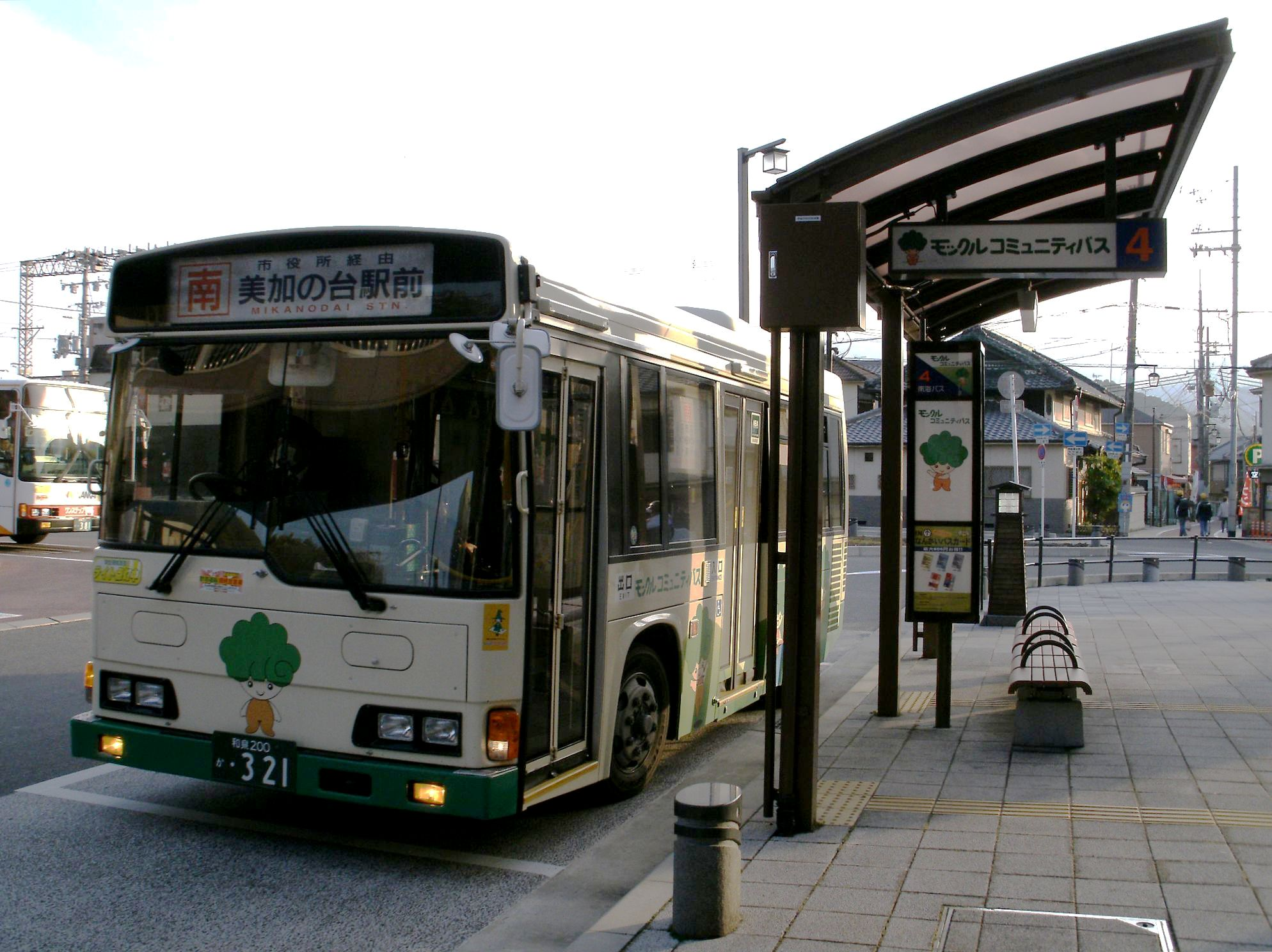
三日市町駅前の専用バス停に停車中（過去の車両）

モックルコミュニティバスは、大阪府河内長野市で運行しているコミュニティバス。運行は南海バス河内長野営業所が担当している。

## 沿革
- 2002年（平成14年）7月6日：運行開始。旧市民会館跡に市民交流センター・図書館（通称・KICCS(キックス)）が開館されたと同時に運行が始まった。
- 2003年（平成15年）7月1日：経路を変更し、新町橋停留所経由となる[1]。
- 2007年（平成19年）4月1日：三日市町駅の駅前広場完成に伴い、三日市町駅前に乗り入れ[2]。
- 2010年（平成22年）4月1日：試行的に運賃の上限を200円とする。
- 2013年（平成25年）10月27日：日曜日のみ同伴者割引を導入[3]。
- 2015年（平成27年）4月1日：Pitapa、交通系ICカード全国相互利用サービスに対応[4]。
- 2016年（平成28年）10月1日：南海バスグループのICカードなっちに対応[4]。
- 2018年（平成30年）6月14日[5]
  - ラブリーホール前、市民交流センター前（図書館前）を2回通っていた経路を改め、所要時間を短縮。
  - 北行きのダイヤ繰り上げと南行きのダイヤ繰り下げにより通院時の利便性を向上。
  - 新型車両を導入。
- 2024年（令和6年）7月1日：南海バスの運賃改定に合わせ、200円の均一運賃となる[6]。
- 2024年（令和6年）10月1日 - 11月29日：「地域拠点循環バス」の実証運行を実施[7]。

## 運賃
- 現在は200円の均一運賃となっている。
  - 当初は南海バスの運賃に合わせた変動運賃であったが、2010年度より上限を200円（大人の場合）として試行運行したため、運賃は160円（のちに170円） - 200円となった。その後、2024年7月1日に南海バスの運賃が改定され初乗り運賃が200円となったことから、モックルコミュニティバスの初乗り運賃も200円となり、結果的に均一運賃となった。
- 小児運賃は半額（10円単位に切り上げ）。小学生、幼児に適用されるが、同伴者1人につき幼児1人が無料となる。
- 身体障がい者、知的障がい者、児童福祉法の適用を受ける者、およびその介護人（手帳に記載がある場合）は障害者手帳等の呈示で半額（10円単位に切り上げ）。
- 日曜日のみ同伴者割引を実施している[3]。
  - 利用者と同伴者が同じ停留所で乗降する場合に、降車の際に同伴者であることを乗務員に伝えると、利用者一人につき、同伴の方一人の運賃が割引（無料）される。
  - 利用者と同伴者の運賃が異なる場合、運賃の安価な方を割引対象となり、同伴者が複数名の場合は運賃の高価な方が割引対象となる。
  - 環境定期券制度、障がい者割引との併用はできない。
  - 河内長野市より約100万円(予算)の補助を受け実施している。

- Pitapa、交通系ICカード全国相互利用サービス、南海バスグループのICカードなっちが利用できる。また、河内長野市内限定のバス1日フリー乗車券（モックルカード、650円、車内などで販売）にも対応。

## 運行形態
- 1路線を運行。大阪南医療センター、市役所などの行政施設と、民間路線バスの起終点である千代田駅、三日市町駅、美加の台駅を結ぶ。ただし河内長野駅は経由しない。
- 基本的に毎日運行。年末年始（12月29日 - 1月3日）は運休する。
- 両方面とも昼間のみ1時間間隔（昼休憩時を除く）で運行している。

## 路線
一部停留所のみ記載。大阪南医療センター玄関口行き（北行き）、美加の台駅前行き（南行き）とも、市民交流センター前（図書館前）→河内長野市役所前の順に停車する。
- 美加の台駅前 - 三日市町駅前 - 七ツ辻 - ラブリーホール前 - 河内長野警察署前 - 【市民交流センター前（図書館前） → 河内長野市役所前】 - 河内長野警察署前 - 本多町 - 石坂 - 千代田駅前 - 大阪南医療センター前 - 大阪南医療センター玄関口

2024年10月1日 - 11月29日運行の「地域拠点循環バス」の経路は以下の通り。
- 三日市町駅前 - 加塩 - 南花台四丁目 - 奥河内くろまろの郷（平日のみ停車） - 上原口 - 市民交流センター前（図書館前） - 河内長野市役所前 - 河内長野駅前

## 車両
現在は赤を基調とし、上に河内長野市のシンボルキャラクター「モックル」が描かれた中型ノンステップバス（いすゞエルガミオノンステップバス）を使用している。以前は白を基調とした小型ノンステップバスを使用していた。

## 利用者数
河内長野市ウェブサイトで発表されている、モックルコミュニティバスの利用者数は以下の通りである。
| 年度     | 乗車人数合計 | 備考                                |
| -------- | ------------ | ----------------------------------- |
| 2009年度 | 53,728       |                                     |
| 2010年度 | 56,411       | 2010年4月1日：運賃上限を200円とする |
| 2011年度 | 61,380       |                                     |
| 2012年度 | 61,669       |                                     |
| 2013年度 | 60,412       | 2013年10月27日：同伴者割引を導入    |
| 2014年度 | 58,326       |                                     |
| 2015年度 | 55,733       | 2015年4月1日：交通系ICカードに対応  |
| 2016年度 | 58,504       |                                     |
| 2017年度 | 59,081       |                                     |
| 2018年度 | 58,900       | 2018年6月14日：経路変更             |
| 2019年度 | 58,904       |                                     |
| 2020年度 | 48,109       |                                     |
| 2021年度 | 50,794       |                                     |
| 2022年度 | 56,307       |                                     |
| 2023年度 | 55,926       |                                     |

## その他
- 名称は河内長野市のシンボルキャラクター「モックル」に由来している。
- 車内で市内小学生による乗車マナー啓発アナウンスを放送している。